# Turpial emmascarat
El turpial emmascarat (Icterus cucullatus) és un ocell de la família dels ictèrids (Icteridae).

## Hàbitat i distribució
Habita el bosc obert, espesures de mezquite, boscos de ribera i pobles de les terres baixes del sud-oest dels Estats Units i Texas, cap al sud, a través de Mèxic, fins Belize,